# Beyharmanı, Sarıgöl
Beyharmanı là một xã thuộc huyện Sarıgöl, tỉnh Manisa, Thổ Nhĩ Kỳ. Dân số thời điểm năm 2011 là 279 người.